# Loren Acton
Loren Wilber Acton (Lewistown, 7 marzo 1936) è un fisico ed ex astronauta statunitense.
Nel 1985 ha preso parte alla missione STS-51-F a bordo dello Space Shuttle Challenger come specialista del carico utile.